# Vasilije Ćeklić
Vasilije Ćeklić (Obrnja kraj Kalinovika, 26. travnja 1924.), hrvatski pedagog i metodičar

## Životopis
Rođen u Obrnji kraj Kalinovika. U Subotici je polazio gimnaziju, a poslije rata u Slavonskom Brodu privatno maturirao. Dvije godine prije završio je u Beogradu vojno učilište za veze. Do 1950. bio je djelatni časnik JNA. Godine 1955. zaposlio se Radničkom sveučilištu u Zagrebu. U Zagrebu je 1957. diplomirao hrvatski s jugoslavenskim književnostima na Filozofskom fakultetu. Već 1958. radi u Savjetu za prosvjetu i kulturu SR Hrvatske kao prosvjetni savjetnik. Te je godine objavio Primjenu audio-vizuelnih sredstava u nastavi. Godine 1960. zaposlio se u Rijeci na Fakultetu industrijske pedagogije (kasniji Pedagoški fakultet) gdje je predavao estetsku kulturu, potom narodnu i bosanskohercegovačku književnost pri jugoslavističkoj grupi. Godine 1961. napisao je u suautorstvu s Darkom Žubrinićem Voditelj obrazovne grupe.
Napisao je priručnike i rasprave s područja metodike nastave materinskog jezika i književnosti u obrazovanju odraslih. Autor pravopisa Osnova pravopisa hrvatskosrpskoga jezika (1961.) i priručnika Vještina pisanja (1962.) namijenjenih administrativnim službenicima. Suradnik periodika Obrazovanje radnika, Narodno sveučilište, zborniku Savremena škola, Prilozi Zavoda za kulturu Hrvatske. Pisao prikaze o Kalebu i Kolaru i humoru u hrvatskoj književnosti. Objavio ih je u Dometima, Istri, Izrazu, Odjeku, Zborniku Pedagoškog fakulteta u Rijeci i dr.
Doktorirao je u Beogradu 1983. na Filološkom fakultetu na prozi Slavka Kolara odnosno humorom i satirom u njegovim djelima. 